# Orphanostigma perfulvalis
Orphanostigma perfulvalis is een vlinder uit de familie van de grasmotten (Crambidae), uit de onderfamilie van de Spilomelinae. De wetenschappelijke naam van deze soort is voor het eerst voorgesteld als Pyrausta perfulvalis door George Francis Hampson in een publicatie uit 1899.
De soort komt voor in Australië (Queensland).